# Jasin-Amin Assehnoun
Jasin-Amin Assehnoun (Tampere, 26 december 1998) is een Fins-Marokkaans voetballer die doorgaans speelt als vleugelspeler. In juli 2024 verruilde hij Vejle BK voor Volos NFC. Assehnoun maakte in 2021 zijn debuut in het Fins voetbalelftal.

## Clubcarrière
Assehnoun speelde in de jeugd van HJK Helsinki en stapte in 2012 over naar PK-35. Na twee jaar keerde hij terug bij HJK, waarna hij via opnieuw PK-35 terechtkwam bij FC Espoo. Voor deze club brak hij door op het tweede niveau. In juli 2018 stapte Assehnoun over naar FC Lahti, dat uitkwam op het hoogste niveau. In zijn eerste halve seizoen kwam hij niet tot scoren, maar de seizoenen erop leverden respectievelijk drie en negen competitietreffers op. In zijn vierde seizoen bij Lahti scoorde hij vijf keer in tien wedstrijden.
In de zomer van 2021 verkaste de Marokkaanse Fin naar FC Emmen, waar hij zijn handtekening zette onder een verbintenis voor de duur van één seizoen, met een optie op een jaar extra. In maart 2022 werd deze optie gelicht door Emmen, toen de ploeg met Assehnoun kampioen van de Eerste Divisie was geworden en promotie naar de Eredivisie had afgedwongen. Met zeven goals en negen assists in 36 wedstrijden had Assehnoun hier een groot aandeel in. Medio 2023 vertrok de Fin uit Emmen, waarop hij een contract tekende bij Vejle BK. Na een half jaar werd hij voor de rest van het seizoen verhuurd aan Volos NFC. Aan het einde van het seizoen werd de Fin definitief overgenomen.

## Clubstatistieken
| Seizoen | Club        | Competitie     | Competitie | Competitie | Beker | Beker | Internationaal | Internationaal | Nacompetitie | Nacompetitie | Totaal | Totaal |
| Seizoen | Club        | Competitie     | Wed.       | Dlp.       | Wed.  | Dlp.  | Wed.           | Dlp.           | Wed.         | Dlp.         | Wed.   | Dlp.   |
| ------- | ----------- | -------------- | ---------- | ---------- | ----- | ----- | -------------- | -------------- | ------------ | ------------ | ------ | ------ |
| 2017    | FC Espoo    | Kakkonen       | 22         | 3          | 0     | 0     | —              | —              | —            | —            | 22     | 3      |
| 2018    | FC Espoo    | Kakkonen       | 13         | 8          | 0     | 0     | —              | —              | —            | —            | 13     | 8      |
| 2018    | FC Lahti    | Veikkausliiga  | 10         | 0          | 0     | 0     | —              | —              | —            | —            | 10     | 0      |
| 2019    | FC Lahti    | Veikkausliiga  | 27         | 3          | 7     | 3     | —              | —              | —            | —            | 34     | 6      |
| 2020    | FC Lahti    | Veikkausliiga  | 22         | 9          | 8     | 3     | —              | —              | —            | —            | 30     | 12     |
| 2021    | FC Lahti    | Veikkausliiga  | 10         | 5          | 3     | 2     | —              | —              | —            | —            | 13     | 7      |
| 2021/22 | FC Emmen    | Eerste divisie | 36         | 7          | 2     | 1     | —              | —              | —            | —            | 38     | 8      |
| 2022/23 | FC Emmen    | Eredivisie     | 29         | 1          | 3     | 0     | —              | —              | 4            | 1            | 36     | 2      |
| 2023/24 | Vejle BK    | Superligaen    | 13         | 1          | 2     | 2     | —              | —              | —            | —            | 15     | 3      |
| 2023/24 | → Volos NFC | Super League   | 14         | 3          | 0     | 0     | —              | —              | —            | —            | 14     | 3      |
| 2024/25 | Volos NFC   | Super League   | 26         | 1          | 2     | 0     | —              | —              | —            | —            | 28     | 1      |
| Totaal  | Totaal      | Totaal         | 222        | 41         | 27    | 11    | 0              | 0              | 4            | 1            | 253    | 53     |

Bijgewerkt op 23 juli 2025.

## Interlandcarrière
Assehnoun werd in mei 2021 door bondscoach Markku Kanerva opgenomen in de voorselectie van het Fins voetbalelftal voor het uitgestelde EK 2020. Tijdens de voorbereiding op het toernooi debuteerde hij als A-international, in een vriendschappelijke wedstrijd tegen Zweden. Door doelpunten van Robin Quaison en Sebastian Larsson werd op 29 mei met 2–0 verloren van de Zweden. Assahnoun mocht van Kanerva in de basis beginnen en hij werd in de rust gewisseld ten faveure van Joni Kauko. Kanerva maakte twee dagen na deze oefenwedstrijd zijn definitieve selectie voor het EK bekend. Assehnoun was een van de afvallers.
| Interlands van Jasin-Amin Assehnoun voor Finland | Interlands van Jasin-Amin Assehnoun voor Finland | Interlands van Jasin-Amin Assehnoun voor Finland | Interlands van Jasin-Amin Assehnoun voor Finland | Interlands van Jasin-Amin Assehnoun voor Finland | Interlands van Jasin-Amin Assehnoun voor Finland |
| №                                                | Datum                                            | Wedstrijd                                        | Uitslag                                          | Competitie                                       | Goals                                            |
| Als speler bij FC Lahti                          | Als speler bij FC Lahti                          | Als speler bij FC Lahti                          | Als speler bij FC Lahti                          | Als speler bij FC Lahti                          | Als speler bij FC Lahti                          |
| ------------------------------------------------ | ------------------------------------------------ | ------------------------------------------------ | ------------------------------------------------ | ------------------------------------------------ | ------------------------------------------------ |
| 1                                                | 29 mei 2021                                      | Zweden – Finland                                 | 2 – 0                                            | Vriendschappelijk                                |                                                  |
| Als speler bij FC Emmen                          |                                                  |                                                  |                                                  |                                                  |                                                  |
| 2                                                | 1 september 2021                                 | Finland – Wales                                  | 0 – 0                                            | Vriendschappelijk                                |                                                  |

Bijgewerkt op 23 juli 2025.

## Erelijst
| Eerste divisie | 1 | 2021/22 |